# میکا اشپیلیاک
میکا اشپیلیاک (انگلیسی: Mika Špiljak؛ زاده ۲۸ نوامبر ۱۹۱۶ – درگذشته ۱۸ مهٔ ۲۰۰۷) سیاست‌مدار اهل کرواسی بود. وی از ۱۵ مه ۱۹۸۳ تا ۱۵ مه ۱۹۸۴ رئیس‌جمهور یوگسلاوی بود.
میکا اشپیلیاک در ۱۸ مه ۲۰۰۷، در سن ۹۰ سالگی درگذشت.